# Mount Charles Stewart
Mount Charles Stewart är ett berg i Kanada.   Det ligger i provinsen Alberta, i den centrala delen av landet, 3 000 km väster om huvudstaden Ottawa. Toppen på Mount Charles Stewart är 2 797 meter över havet, eller 601 meter över den omgivande terrängen. Bredden vid basen är 14,5 km.
Terrängen runt Mount Charles Stewart är bergig åt sydväst, men åt nordost är den kuperad.Närmaste större samhälle är Canmore, 8,2 km söder om Mount Charles Stewart. 
Trakten runt Mount Charles Stewart består i huvudsak av gräsmarker. Trakten runt Mount Charles Stewart är nära nog obefolkad, med mindre än två invånare per kvadratkilometer.